# Puddle of Mudd
Puddle Of Mudd smatra se američkim post-grunge sastavom, a njihov žanr često se naziva nu metal. Originalna postava sastava osnovana je još 90-ih u Kansasu Cityju. Činili su je Wesley Reid Scantlin, Jimmy Allen, Sean Samon i Kenny Burkett. No, sastav se uskoro razišao tako da je sadašnja postava formirana u Los Angelesu pod Scantlinovim vodstvom. Kao i sve nu-metal sastave današnjice, pa tako i Puddle Of Mudd, kritičari optužuju za kopiranje legendarne Nirvane najviše zbog Scantlinova glasa koji u nekim pjesmama neodoljivo podsjeća na Cobainov. 
Sastav je dobio ime po mjestu blizu rijeke Missouri gdje su vježbali sviranje, koje je često poplavljivalo ostavljajući lokvu blata (puddle of mudd). 
Wes Scantlin rodio se u St. Josephu u am. savez. državi Missouri, no rastao je u Kansas Cityju i pohađao srednju školu Park Hill gdje je najvjerojatnije i upoznao prvu postavu sastava. (??) Nakon završene srednje otišao je u Los Angeles i upoznao Paula Phillipsa (gitara), Douglasa Arditoa (bas) i Grega Upchurcha (bubnjevi) koji su tvorili sadašnju postavu. >>>>>No, u 2005. Upchurch i Phillips napustili su sastav.
Prvi, ne uključujući Stuck i Abrasive iz ranije karijere, i najuspješniji album Puddle Of Mudda bio je Come Clean iz 2001. s kojeg su skinute najpoznatije pjesme Control, Drift & Die, Blurry i She F**** Hates me. Prodao se u 5 milijuna primjeraka. Sastav je potpisao za Flawless Records i Geffen.
2003. objavljen je i Life On Display koji je zbog nedovoljne reklame i nezainteresiranosti kuće Geffen podbacio u prodaji (samo 600 000 primjeraka). Imao je samo jedan hit i to Heel Over Head.